# Antoine Joyard
Antoine Joyard (* 1744 in Berlin; † 7. November 1806 ebenda) war ein französischstämmiger deutscher Geheimer Kriegsrat, Steuerdirektor und Oberhaushofmarschall von Friedrich II. von Preußen.

## Leben
Joyard war ein Sohn des königlichen Haushofmeisters Jean Baptiste Joyard und dessen Frau Henriette-Elisabeth, auch Elisabeth-Henriette oder Helene Elisabeth (geborene Pesne, 31. Juli 1712 – 18. Dezember 1798), der Tochter des französischen Hofmalers Antoine Pesne (1683–1757) und dessen Frau Ursule-Anne (geborene Dubuisson), einer Tochter des Blumenmalers Jean Baptiste Gayot Dubuisson. Joyard war darüber hinaus ein Urgroßneffe des französischen Malers Charles de La Fosse, Hofmaler Ludwigs XIV.
Seit 1767 arbeitete er Übersetzer der General-Akzise- und Zollverwaltung in Berlin. Im Jahr 1771 wurde er zum Kriegsrat und Direktor der Kurmärkischen Provinzialakzise- und Zolldirektion ernannt und 1786 Direktor der Akzisedirektion in Brandenburg an der Havel, sowie zum dortigen Domänen- und Kriegsrat. 1789 wechselte er in die Direktion in Küstrin und wurde zum Geheimen Kriegsrat ernannt. Joyard wurde im Jahr 1791 in Berlin pensioniert. Er war Mitglied (Nr. 515) der Freimaurerloge L’Amitie (Royale York de Amitié).

## Familie
Joyard heiratete am 14. November 1771 Friederike (Fréderique) Elisabeth (geborene de Dieu, auch Dieu und Godde genannt), eine Tochter des Pierre Dieu (1. August 1721 – 10. Juni 1792). Aus der Ehe gingen mehrere Kinder hervor:
- Paul Heinrich Joyard (* 29. Juli 1769), Ökonom, Mitglied der Freimaurerloge Luise[2]
- Jean Baptiste Joyard (* 4. August 1772 – 1773)
- Henriette Elisabeth Joyard (* 21. August 1774 – 1775)
- Henriette Francoise Joyard (6. November 1776 – 23. Juni 1802)
- Marie Paul Henri Joyard (* 1779 – 25. Oktober 1823), Maler ⚭ Caroline Henriette (geborene Riedel; 1787–1856)
- Friedrich Heinrich Anton (Fredéric Henri Antoine) Joyard (1780–1786)
- Heinrich Wilhelm (Guillaume Henri) Joyard (1782–1814), Ökonom

Joyard und seine Frau wurden auf dem Französischen Friedhof in Berlin beerdigt.